# Zygothrica zonata
Zygothrica zonata är en tvåvingeart som beskrevs av David Grimaldi 1987. Zygothrica zonata ingår i släktet Zygothrica och familjen daggflugor.
Artens utbredningsområde är Panama. Inga underarter finns listade i Catalogue of Life.